# Aymaria dasyops
Aymaria dasyops is een spinnensoort uit de familie trilspinnen (Pholcidae). De soort komt voor in Bolivia.